# Werner von Alvensleben
Werner von Alvensleben (4. juli 1875 i Neugattersleben – 30. juni 1947 i Bremen-Vegesack) var en tysk købmand og politiker.

## Levned
Han tilhørte den nedertyske adelsfamilie von Alvensleben og var næstældste søn af Werner Graf von Alvensleben-Neugattersleben (1840–1929) og Anna von Veltheim (1853–1897). Hans yngre bror var Bodo Graf von Alvensleben-Neugattersleben, den senere præsident for Deutscher Herrenklub. Efter et jurastudium indtrådte han i hæren, var løjtnant i Infanterieregiment Nr. 24 og gik 1904-1905 på krigsakademiet. Han trådte herefter ud af hæren, lagde sig ud med sin far, som gjorde ham arveløs, og tog til Vancouver i Canada. Der boede allerede hans yngre bror Gustav Konstantin von Alvensleben, som havde arbejdet sig op fra almindelig arbejder til succesrig fabrikant. I 1909 giftede han sig med Alexandra Gräfin von Einsiedel (1888–1947). De fik sammen tre døtre Alexandra, Armgard og Harriet samt sønnen Werner. Han arbejdede herefter med eksport og finansiering.
Under 1. verdenskrig blev han udmærket med jernkorset af 1. klasse, var senere ordonnans i Heeresgruppe Gallwitz, adjudant for den øverstbefalende i Ukraine, Eichhorn, og til sidst personlig adjudant for kejseren ved Hetmanatet i Ukraine, Pavlo Skoropadskyj (1873–1945) i Kijev. I denne funktion arbejdede han for et uafhængigt Ukraine.
Efter krigen kom han stadig mere ind i politik. Inden krigen havde han været medlem af det konservative parti, men nu tilhørte han ikke noget politisk parti og fungerede alene i baggrunden. Han tilhørte heller ikke Deutscher Herrenklub, hvis præsident var hans yngre bror Bodo. I juni 1930 grundlagde han "Deutsche Bund zum Schutz der abendländischen Kultur". Werner von Alvensleben blev formand. Det var hans mål at samle alle konservative kræfter i et altfavnende konservativt parti med henblik på at gennemføre grundlæggende standsmæssige reformer i stat og økonomi. Politisk tilhørte han den nærmeste kreds omkring den senere krigsminister og rigskansler general Kurt von Schleicher, for hvem han bl.a. fungerede som kurer mellem Berlin og godset Neudeck, som var rigspræsident Hindenburgs privatbolig, under forhandlingerne mellem Schleicher og NSDAP i maj 1932. Det bekræftede den daværende rigskansler Heinrich Brüning: "I den forbindelse havde jeg erfaret, at der de sidste 8 dage dagligt kørte en kurer fra Schleicher til Neudeck." Desuden havde han nære forbindelser med chefen for hærledelsen generaloberst Kurt Freiherr von Hammerstein-Equord.
Efter Adolf Hitlers magtovertagelse tilhørte han den konservative opposition. Han nægtede som kaptajn af reserven at aflægge troskabsed til Hitler. I sammenhæng med De lange knives nat og mordet på Schleicher den 30. juni 1934 sagde Hitler under en tale i rigsdagen den 13. juli 1934: "Röhm optog via en korrupt svindler, en hr. von A., kontakt til general von Schleicher." Hermed mentes Werner von Alvensleben. Han kom den 30. juni 1934 i fængsel i nogle måneder, men blev ikke skudt – som det var planlagt. I 1937 blev han igen fængslet for "statsskadelige forulempelser". Ved sin løsladelse fik han besked på kun at forlade Neugattersleben med tilladelse fra Gestapo. Senere havde han gennem Hammerstein kontakt til Carl Friedrich Goerdeler og Ludwig Beck og var – som Rudolf Pechel skrev i sin bog "Deutscher Widerstand" fra slutningen af 1941 indviet i planerne om at styrte Hitler. Allerede inden 20. juli 1944 blev han af andre årsager igen fængslet og anklaget. Under retssagen i Volksgerichtshof den 1. februar 1945 kunne man ikke bevise, at han var medvidende om attentatplanerne, men han blev alligevel idømt to års fængsel for defaitistiske ytringer under et teselskab i august 1943, hvorved hans alder og hans dårlige helbred blev inddraget som formildende omstændigheder ved strafudmålingen.
I april 1945 blev han befriet af amerikanerne fra tugthuset i Magdeburg. Han flyttede – da Neugattersleben var kommet til at ligge i den sovjetiske besættelseszone – til sin datter i Bremen-Vegesack og døde der den 30. juni 1947.